# Psallus quercus
Psallus quercus är en insektsart som först beskrevs av Carl Ludwig Kirschbaum 1856.  Psallus quercus ingår i släktet Psallus, och familjen ängsskinnbaggar. Arten är reproducerande i Sverige.